# 上野俊哉
上野 俊哉（うえの としや、1962年 - ）は、日本の批評家、和光大学教授。
専攻は、文化研究・メディア研究。

## 略歴
宮城県仙台市生まれ。和光大学人文学部人間関係学科卒業。在学中は岸田秀、安永寿延らの講義を聞いた。
中央大学大学院法学研究科で、ジャン＝ジャック・ルソーの政治思想を研究、その後博士課程を中退。
武蔵野美術大学、和光大学非常勤講師、中部大学助教授を経て和光大学表現学部教授。
2007年1月-4月、2008年1月-4月、2009年1月-4月、2010年1月-4月カナダ、モントリオールのマギル大学東アジア学科客員教授。

## 活動
内外の大学では花田清輝、安部公房、井筒俊彦、きだみのるなどについて講義し、大衆文化研究やアクティヴィズムからは撤退したように見られている。
近年は、大学内の講義で、マルチスピーシーズ人類学について論じている。
トランスからは離れたが、日本国内のアンダーグラウンドなテクノのシーンには今も積極的に関わっている。

## 著作

### 単著
- 『音楽都市のパラジット――共振する思考』（洋泉社 1990年）
- 『思考するヴィークル――クルマ／速度／都市』（洋泉社 1992年）
- 『シチュアシオン――ポップの政治学』（作品社 1996年）
- 『人工自然論――サイボーグ政治学に向けて』（勁草書房 1996年）
- 『紅のメタルスーツ――アニメという戦場』（紀伊國屋書店 1998年）
- 『ディアスポラの思考』（筑摩書房 1999年）
- 『アーバン・トライバル・スタディーズ――パーティ、クラブ文化の社会学』（月曜社 2005年）
- 『思想家の自伝を読む』平凡社新書 2010
- 『思想の不良たち　1950年代、もう一つの精神史』岩波書店、2013
- 『荒野のおおかみ 押井守論』青弓社, 2015
- 『四つのエコロジー フェリックス・ガタリの思考』河出書房新社, 2016

### 共著
- （市田良彦・丹生谷貴志）『ワードマップ・戦争――思想・歴史・想像力』（新曜社 1989年）
- （粉川哲夫・武邑光裕・今福龍太・大島洋）『ポスト・メディア論』（洋泉社 1992年）
- （毛利嘉孝）『カルチュラル・スタディーズ入門』（ちくま新書 2000年）
- （毛利嘉孝）『実践カルチュラル・スタディーズ』（ちくま新書 2002年）
- （富野由悠季・大塚英志・ササキバラ・ゴウ）『戦争と平和』（徳間書店 2002年）
- 『針生一郎蔵書資料年表 : 美術・文学・思想』三上豊 編・著, 沢山遼共著. せりか書房, 2015

### 編著
- 『響像都市の地政学』（青弓社 1990年）

### 訳書
- ソル・ユーリック『メタトロン――情報の天使』（晶文社 1992年）
- ポール・ギルロイ『ブラック・アトランティック――近代性と二重意識』（月曜社 2006年）
- ポール・D・ミラー『リズム・サイエンス』（青土社 2008年）
- イアン・コンドリー『日本のヒップホップ――文化グローバリゼーションの＜現場＞』（NTT出版 2009年）（監訳）
- スティーブン・シャヴィロ『モノたちの宇宙 思弁的実在論とは何か』河出書房新社, 2016
- グレアム・ハーマン『非唯物論 オブジェクトと社会理論』河出書房新社, 2019
- トーマス・ラマール『アニメ・エコロジー──テレビ、アニメーション、ゲームの系譜学』（名古屋大学出版会 2023年）（監訳）